# Aurora Molina
Aurora Molina Gracia (Valencia, España; 13 de marzo de 1931 - Reynosa, México; 24 de febrero de 2004) fue una actriz española naturalizada mexicana.

## Biografía
Desde que era muy niña abandonó junto con su hermana Loyda y su madre Ascensión Gracia viuda de Manuel Molina Conejerosu país natal a consecuencia de la Guerra civil española. Se radicaron en Francia tres años. Luego, en el año 1942, se trasladaron a México a bordo de la embarcación Nyassacuando Aurora contaba con 11 años de edad.
Estudió Economía en la UNAM pero su amor por el teatro la llevó a abandonar la carrera e inscribirse en la Academia de Andrés Soler.
Debutó como actriz en teatro en el año 1954. Se destacó en todas las áreas: cine, teatro y televisión. En esta última se consagró como Primera Actriz. En cine debutó en la película Nazarín dirigida por Luis Buñuel.En teatro trabajó en obras como La vida es sueño y Los años de prueba, obra por la cual recibió un Premio del Instituto Nacional de Bellas Artes y Literatura. También destacó como directora, productora, locutora y poetisa.
Participó en más de 35 telenovelas entre las que se cuentan Barata de primavera, Rina, Soledad, Bianca Vidal, Vivir un poco, Monte Calvario, Cadenas de amargura, María la del barrio, Ángela y Carita de ángel entre muchas otras.
Se casó con el actor Sergio Jurado con quien procreó tres hijos: Jorge, Sergio y Alejandra (los dos últimos también actores). La última telenovela en la que participó fue De pocas, pocas pulgas interpretando a la Madre Socorro.
Aurora falleció el 24 de febrero de 2004 en Reynosa, Tamaulipas a causa de la leucemia que padecía. Dejó una huella profunda en los escenarios mexicanos y su entrega, profesionalismo y creatividad quedaron como un ejemplo a seguir para las futuras generaciones de actores.

## Filmografía

### Telenovelas
- De pocas, pocas pulgas (2003)... Madre Socorro
- ¡Vivan los niños! (2002-2003)... Eduviges
- Sin pecado concebido (2001)... Madre Ángeles
- Carita de ángel (2000-2001)... Canuta
- Infierno en el paraíso (1999)... Herminia
- Ángela (1998-1999)... Francisca Osuna
- María la del barrio (1995-1996)... Casilda Pérez
- Alondra (1995)... Rita
- Marimar (1994)... Victorina
- Valentina (1993-1994)... Prudencia
- María Mercedes (1992-1993)... Doña Natalia
- Carrusel de las Américas (1992)
- Cadenas de amargura (1991)... Jovita
- Destino (1990)... Cata
- Flor y canela (1988)... Dorotea
- Pobre señorita Limantour (1987)... Pilar
- Monte calvario (1986)... Doña Chana
- Cicatrices del alma (1986)... Dolores
- Vivir un poco (1985-1986)... Vicenta Morán "La Muda"
- Los años pasan (1985)... Petra
- Guadalupe (1984)... Rufina
- Bianca Vidal (1982-1983)... Ofelia
- Soledad (1980-1981)... Laureana
- Los ricos también lloran (1979-1980)... Teresa
- Doménica Montero (1978)... Flora
- Rina (1977-1978)... Eleuteria
- Marcha nupcial (1977-1978)... Petra
- Barata de primavera (1975-1976)... Graciela Meraz
- Siempre habrá un mañana (1974)... Pilar
- El amor tiene cara de mujer (1971-1973)
- El mariachi (1970)... Carmen
- Amor sublime (1967)
- El ídolo (1966)... Sara
- Marianela (1961)
- El otro (1960)
- Dos caras tiene el destino (1960)

### Películas
- Viva San Isidro (1995)... Luz Elena
- El tesoro de Cleotilde (1994)... Hermana
- Soy el hijo del gallero (1978)
- Los recuerdos del porvenir (1969)
- La noche del jueves (1962)
- Nazarín (1959)... La Camella
- Maldita ciudad (1954)... La Porras

### Series de TV
- Mujer, casos de la vida real (2002)
- José (1976)
- Grandes ilusiones (1963)
- La herida del tiempo (1962)

### Teatro
- La casa de Bernarda Alba
- La vida es sueño
- Reinar después de morir
- Los últimos
- Los años de prueba

### Como Directora
- Acapulco, cuerpo y alma (1995) (Directora de escena)
- Sentimientos ajenos (1996) (Directora de escena)

## Premios y nominaciones

### Premios TVyNovelas
| Año  | Categoría            | Telenovela          | Resultado |
| ---- | -------------------- | ------------------- | --------- |
| 1992 | Mejor primera actriz | Cadenas de amargura | Nominada  |